# Nationalpark Tsimanampetsotsa
Der Nationalpark Tsimanampetsotsa (manchmal auch Tsinmanampetsotse genannt) ist ein 43.200 Hektar großer Nationalpark in der Region Atsimo-Andrefana im Südwesten Madagaskars. Der Nationalpark liegt im Gebiet des nach Osten hin leicht ansteigenden Mahafaly-Plateaus südlich der Provinzhauptstadt Toliara (ehem. Tuléar). Der Nationalpark umfasst den Salzsee von Tsinmanampetsotsa und erstreckt sich im Wesentlichen vom See aus nach Osten und Süden.
In der Nähe des Nationalparks liegen die Dörfer Efoetse und Beheloka. Am Ortsausgang von Efoetse an der Zugangsstraße zum Salzsee befindet sich eine Station des madagassischen Nationalparkservice. Der Nationalpark wird aus Mitteln der deutschen Kreditanstalt für Wiederaufbau unterstützt.

## Fauna und Flora
Im Nationalpark Tsimanampesotsa wurden unter anderem
- 112 Vogelarten, davon Flamingos und fünf der neun Arten der Seidenkuckucke (Coua),
- 39 Arten Reptilien (u. a. die Strahlenschildkröte),
- drei Arten Amphibien

nachgewiesen.
Es kommen vier Lemurenarten vor, davon zwei tagaktive (der Katta (Lemur catta) und der Larvensifaka (Propithecus verreauxi verreauxi)) und zwei nachtaktive (der Petter-Wieselmaki (Lepilemur petteri) und der Graubraune Mausmaki (Microcebus griseorufus)).
185 Pflanzenarten wurden im Nationalpark gefunden. Abgesehen von unmittelbaren Gebiet des
Salzsees besteht die Vegetation hauptsächlich aus xeromorphen (Trockenheits-angepasstem) Dornwald.

## Touristische Sehenswürdigkeiten
Per Flugzeug oder Straßenverbindung kann Tuléar von der Hauptstadt Antananarivo erreicht werden. Von dort verkehren regelmäßig Pirogen und kleine Schnellboote bis zum touristisch gut erschlossenen Anakao. Es besteht auch eine etwas längere Straßenverbindung für robuste Fahrzeuge für Tuléar. Übernachtungsmöglichkeiten gibt es auch im direkt bei Efoetsy gelegenen Fischerort Ambula, der leicht über eine unbefestigte Straße erreicht werden kann.
- Salzsee mit Flamingos
- unterirdische, gut zugängliche Grotte im Kalkgestein mit blinden Fischen
- gut zu beobachtende Katta-Lemuren
- skurril geformter „Großmutter“-Baobabbaum
- Fledermaushöhle (schwer zugänglich)